# Vil·la romana de l'Espelt
La Vil·la romana de l'Espelt és un jaciment arqueològic situat enmig de camps de conreu, prop del poble de l'Espelt, al municipi d'Òdena, comarca de l'Anoia. Va ser habitada en època romana des dels segles II-I aC fins al primer terç del segle V dC, en etapes de d'activitat desigual. Va ser construïda en un lloc assolellat i dominant, prop d'un corrent d'aigua i d'una via de comunicació que permetia donar sortida a la producció excedent. En època medieval sembla que va tornar a ser ocupada. Ha estat declarada Bé Cultural d'Interès Nacional.
Les excavacions, realitzades pel Centre d'Estudis Comarcals d'Igualada i la Diputació de Barcelona, han descobert estructures de diverses estances, algunes de tipus residencial i d'altres destinades a activitat agrícoles. Hi ha constància de l'existència de ramats i el conreu de vi, cereals i probablement oli, i activitats artesanals com l'elaboració de teixits. Algunes estances estaven recobertes de pintures amb motius geomètrics o vegetals.
S'hi ha trobat un paviment de mosaic i nombroses mostres de ceràmica, vidre, objectes d'os, de ferro o de bronze, monedes i un fragment d'un rellotge de sol. Entre els objectes recuperats hi ha sivelles, agulles per al cabell, agulles d'os, fusaioles, recipients per cuinar, llànties, claus de porta, una safata de vidre, un dau de vori, pinces i un canelobre. Els objectes han estat dipositats al Museu Comarcal de l'Anoia.

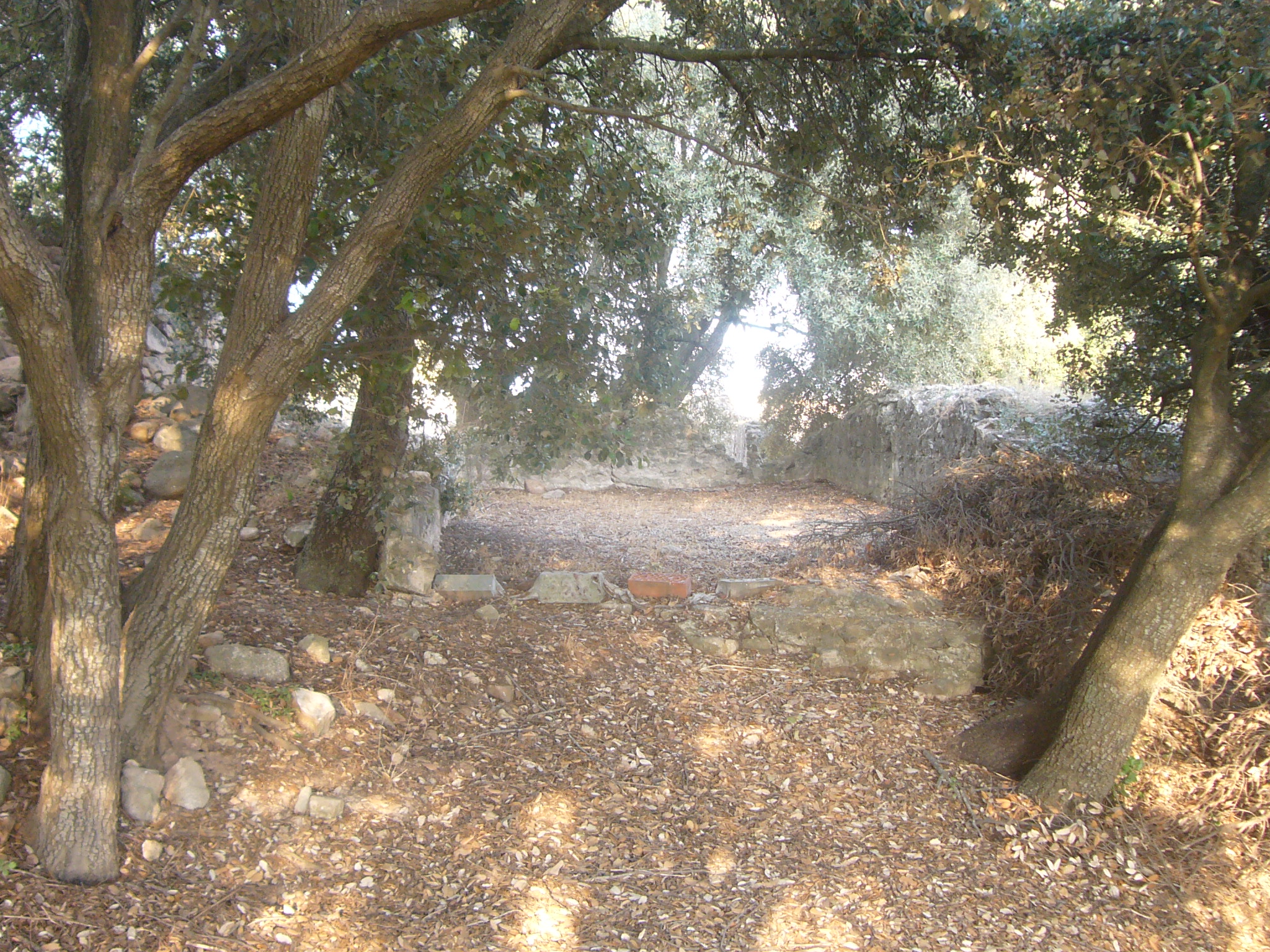
Entrada al recinte
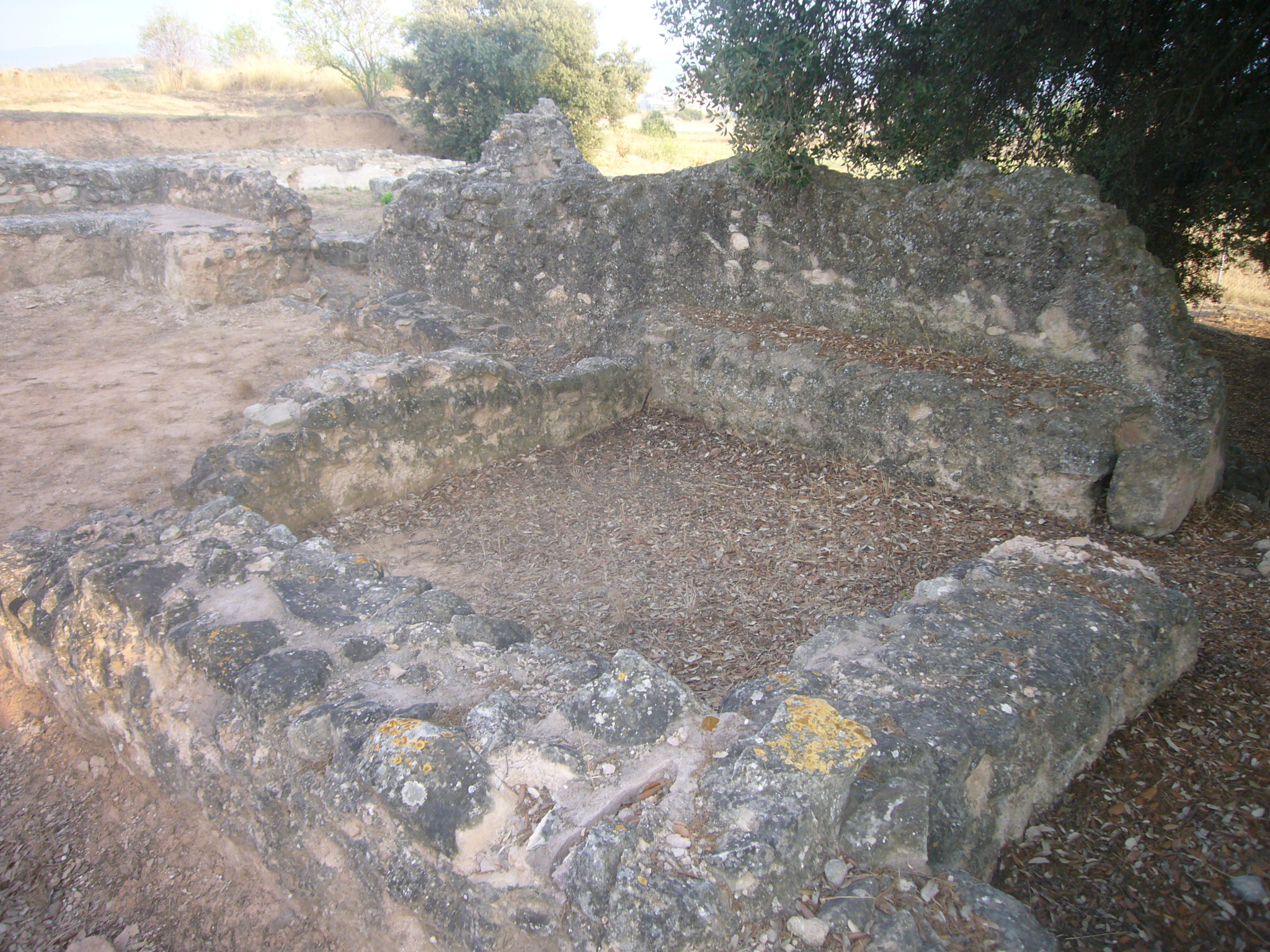
Detall d'una estança
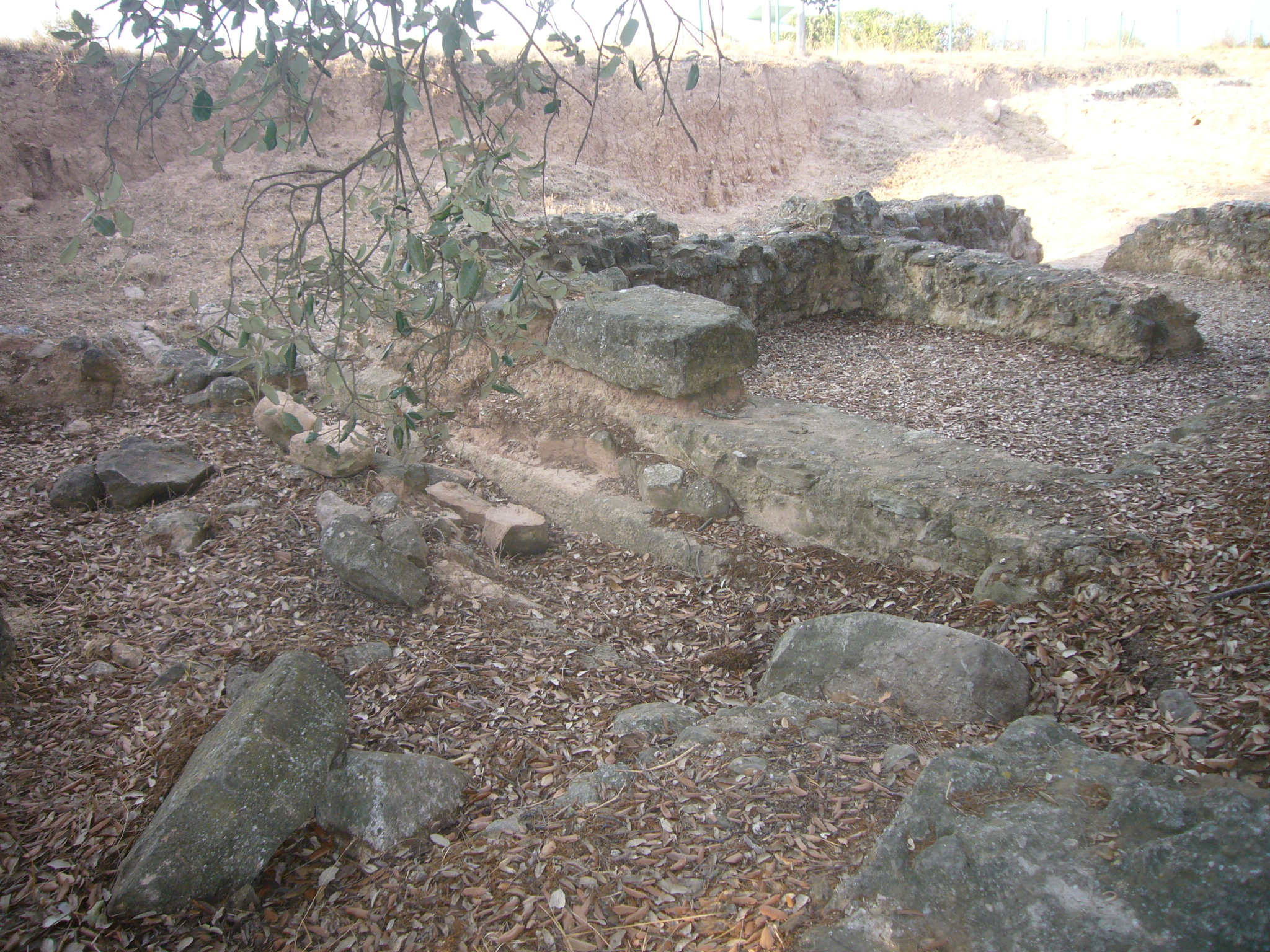
Detall d'estances
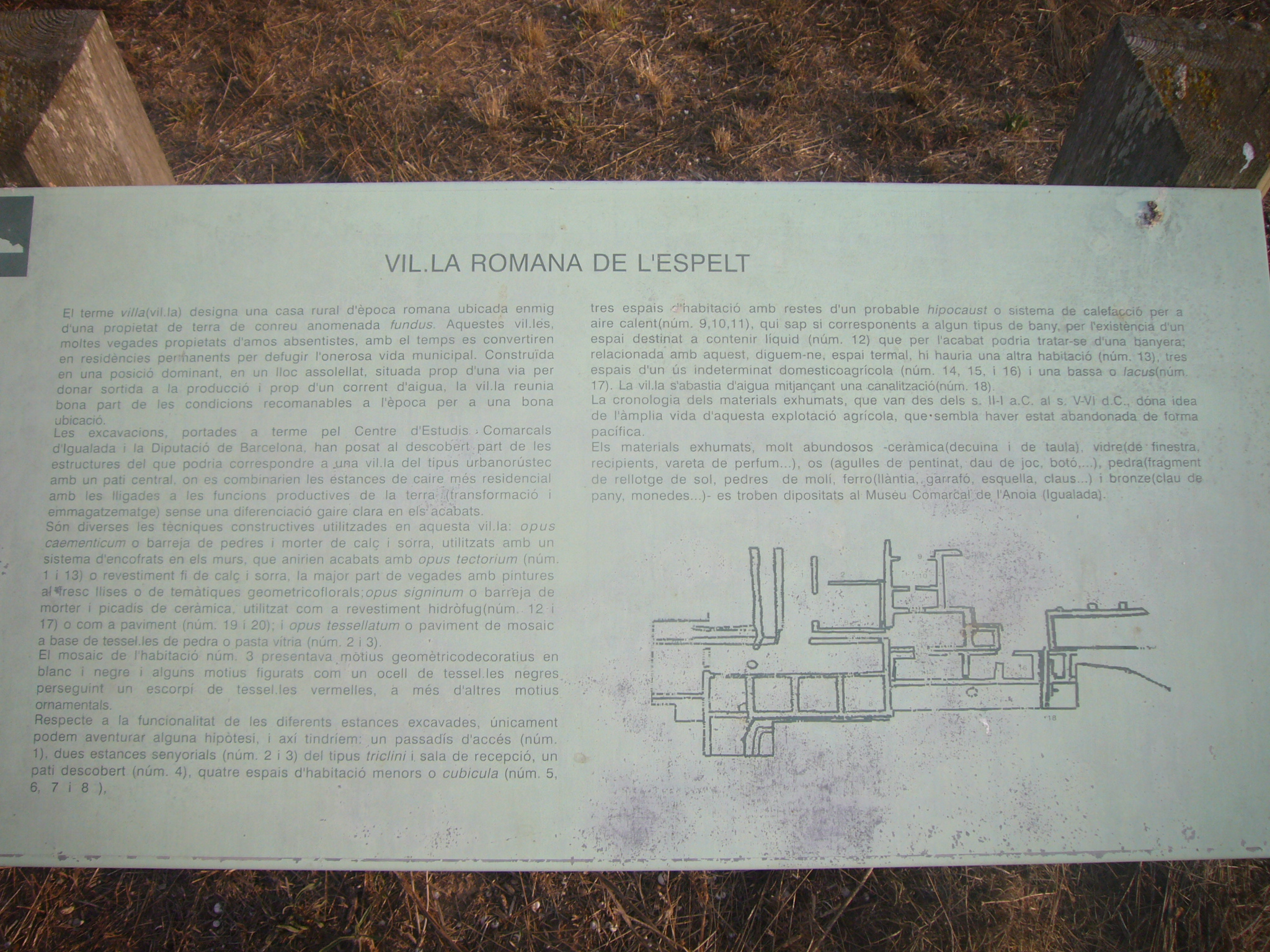
Placa informativa